# 조유명
조유명은 태진아 (본명
조방헌)의 장남이자 양자로, 현 스윙 엔터테인먼트의 대표다. 과거 YMC 엔터테인먼트의 대표였지만 현재 YMC엔터테인먼트는 드림티엔터테인먼트로 합병이 된 상태이다.

## 경력
- 스윙엔터테인먼트 대표이사
- YMC엔터테인먼트 대표

## 가족 사항
- 아버지: 태진아 (1953년 2월 16일~)
- 어머니: 이옥형
- 삼촌 조방원 (1956년~)
  - 동생: 이루 (1983년~)